# رئيس غواتيمالا
رئيس غواتيمالا (بالإسبانية: Presidente de Guatemala)، المعروف رسميًا باسم رئيس جمهورية غواتيمالا (بالإسبانية: Presidente de la República de Guatemala)، هو رئيس الدولة ورئيس الحكومة في غواتيمالا، ويتم انتخابه لفترة رئاسية واحدة مدتها أربع سنوات. تم إنشاء منصب الرئيس في عام 1839.

## عملية الاختيار

### الشروط المطلوبة
ينص المادة 185 من الدستور على الشروط التالية لتأهيل المرشح لمنصب الرئيس:
- أن يكون من أصل غواتيمالي ويتمتع بجنسية سليمة.
- أن يكون عمره 40 عامًا على الأقل.

ومع ذلك، يتم استبعاد أي شخص يستوفي الشروط المذكورة أعلاه من الترشح لمنصب الرئيس إذا كان:
- قائدًا أو رئيسًا لانقلاب، أو ثورة مسلحة، أو حركة مماثلة أدت إلى تغيير النظام الدستوري، وأصبح نتيجة لذلك رئيسًا للحكومة.
- شغل منصب الرئيس أو نائب الرئيس خلال فترة الانتخابات أو في أي وقت خلال الفترة الرئاسية التي تجري فيها الانتخابات.
- من أقارب الرئيس أو نائب الرئيس الحالي قبل الانتخابات التالية.
- شغل منصب وزير في الحكومة خلال الأشهر الستة السابقة للانتخابات.
- كان عضوًا في القوات المسلحة، ما لم يكن في إجازة أو متقاعدًا لمدة خمس سنوات على الأقل قبل الانتخابات.
- كان وزيرًا لأي دين أو طائفة.
- كان قاضيًا في المحكمة الانتخابية العليا.

### الحدود الزمنية
يخدم الرئيس لفترة مدتها أربع سنوات، ويُحظر عليه الترشح لإعادة الانتخاب أو تمديد فترة ولايته. علاوة على ذلك، يُمنع أي شخص شغل منصب الرئيس لأكثر من عامين من الترشح للمنصب مرة أخرى.

## الصلاحيات التنفيذية
تنص المادة 183 من الدستور على المهام والصلاحيات التالية للرئيس:
- الامتثال للدستور والقوانين وإنفاذها.
- توفير الدفاع والأمن للأمة، والحفاظ على النظام العام.
- قيادة القوات المسلحة الغواتيمالية بجميع الوظائف والصلاحيات المتعلقة بها.
- قيادة الشرطة الوطنية.
- الموافقة على القوانين وإصدارها وتنفيذها وإنفاذها.
- إصدار الأحكام اللازمة في حالات الطوارئ الخطيرة أو الكوارث العامة، مع إبلاغ الكونغرس في جلساته الفورية.
- تقديم مقترحات القوانين إلى الكونغرس.
- ممارسة حق النقض (الفيتو) فيما يتعلق بالقوانين الصادرة عن الكونغرس، إلا في الحالات التي لا يتطلب فيها موافقة السلطة التنفيذية وفقًا للدستور.
- تقديم تقرير سنوي مكتوب إلى الكونغرس في بداية دورته عن الوضع العام للجمهورية وأعمال إدارته خلال العام السابق.
- تقديم مشروع الميزانية السنوية إلى الكونغرس للموافقة عليه قبل 120 يومًا على الأقل من بدء السنة المالية، عبر وزارة المالية العامة، مع تفصيل إيرادات ونفقات الدولة. إذا لم يكن الكونغرس في دورة انعقاد، يجب عقد جلسات استثنائية لمناقشة المشروع.
- تقديم المعاهدات والاتفاقيات الدولية وعقود الخدمات العامة للكونغرس للموافقة عليها قبل التصديق عليها.
- دعوة الكونغرس إلى جلسات استثنائية عندما تتطلب مصلحة الجمهورية ذلك.
- تنسيق سياسة تنمية الأمة عبر مجلس الوزراء.
- رئاسة مجلس الوزراء وممارسة الوظيفة الإشرافية على موظفي الجهاز التنفيذي.
- الحفاظ على السلامة الإقليمية وكرامة الأمة.
- توجيه السياسة الخارجية والعلاقات الدولية، وإبرام المعاهدات والاتفاقيات والتصديق عليها أو إنهائها وفقًا للدستور.
- استقبال الممثلين الدبلوماسيين، وإصدار أو سحب وثائق اعتماد القناصل.
- إدارة الشؤون المالية العامة وفقًا للقانون.
- إعفاء دافعي الضرائب من الغرامات والرسوم الإضافية التي تم فرضها عليهم بسبب عدم دفع الضرائب في المواعيد القانونية.
- تعيين وزراء الدولة ونواب الوزراء وأمناء الرئاسة وسفراء وغيرهم من المسؤولين وفقًا للقانون.
- منح الجوائز والمعاشات والإعانات وفقًا للقانون.
- منح الأوسمة للغواتيماليين والأجانب.
- إبلاغ الكونغرس خلال 15 يومًا من انتهاء أي رحلة خارج البلاد عن أهدافها ونتائجها.
- تقديم تقرير تحليلي كل أربعة أشهر إلى الكونغرس عبر الوزارة المختصة حول تنفيذ الميزانية.
- ممارسة جميع الوظائف الأخرى التي يكلفه بها الدستور أو القانون.

هذه الصلاحيات تجعل الرئيس الشخصية المركزية في النظام السياسي الغواتيمالي، حيث يتحمل مسؤولية إدارة شؤون الدولة الداخلية والخارجية.

## الشواغر وخط الخلافة
تنص المادة 189 من الدستور على خط خلافة الرئيس. إذا كان الرئيس غائبًا مؤقتًا، يتولى نائب الرئيس منصب الرئاسة. إذا كان غياب الرئيس دائمًا، يتولى نائب الرئيس الرئاسة حتى نهاية الفترة الدستورية. في حالة وجود شغور مزدوج (غياب الرئيس ونائبه)، يتمتع الكونغرس بصلاحية تعيين رئيس مؤقت بأغلبية ثلثي عدد النواب.

## رؤساء غواتيمالا
- - ملاحظة: فيما يتعلق بترقيم الفترات الرئاسية، تشير عدة مصادر موثوقة إلى أن جيمي موراليس هو الرئيس الخمسين.[2][3][4]

### دولة غواتيمالا (1839–1847)
|             | الصورة | الاسم (الميلاد–الوفاة)                | فترة المنصب    | فترة المنصب    | فترة المنصب       | الحزب السياسي | انتخب |
| تولى المنصب | الصورة | الاسم (الميلاد–الوفاة)                | ترك المنصب     | المدة          |                   | الحزب السياسي | انتخب |
| ----------- | ------ | ------------------------------------- | -------------- | -------------- | ----------------- | ------------- | ----- |
| 1           |        | ماريانو ريفيرا باز (1804–1849)        | 3 ديسمبر 1839  | 25 فبراير 1842 | 2 سنوات و84 أيام  | المحافظ       | —     |
| 2           |        | خوسيه فينانسيو لوبيز (1791–1863) مؤقت | 25 فبراير 1842 | 14 مايو 1842   | 78 أيام           | مستقل         | —     |
| 3           |        | ماريانو ريفيرا باز (1804–1849)        | 14 مايو 1842   | 14 ديسمبر 1844 | 2 سنوات و214 أيام | المحافظ       | —     |
| 4           |        | رافائيل كاريرا (1814–1865)            | 14 ديسمبر 1844 | 16 أغسطس 1848  | 3 سنوات و246 أيام | المحافظ       | —     |

### الجمهورية من كاريرا إلى الثورة الليبرالية (1847–1871)
|             | الصورة | الاسم (الميلاد–الوفاة)                      | فترة المنصب    | فترة المنصب    | فترة المنصب        | الحزب السياسي | انتخب |
| تولى المنصب | الصورة | الاسم (الميلاد–الوفاة)                      | ترك المنصب     | المدة          |                    | الحزب السياسي | انتخب |
| ----------- | ------ | ------------------------------------------- | -------------- | -------------- | ------------------ | ------------- | ----- |
| 4           |        | رافائيل كاريرا (1814–1865)                  | 14 ديسمبر 1844 | 16 أغسطس 1848  | 3 سنوات و246 أيام  | المحافظ       | —     |
| 5           |        | خوان أنطونيو مارتينيز (?–1854) مؤقت         | 16 أغسطس 1848  | 28 نوفمبر 1848 | 104 أيام           | المحافظ       | —     |
| 6           |        | خوسيه برناردو إسكوبار (1797–1849) مؤقت      | 28 نوفمبر 1848 | 1 يناير 1849   | 34 أيام            | المحافظ       | —     |
| 7           |        | ماريانو باريديس (1800–1856) مؤقت            | 1 يناير 1849   | 6 نوفمبر 1851  | 2 سنوات و309 أيام  | مستقل         | —     |
| 8           |        | رافائيل كاريرا (1814–1865)                  | 6 نوفمبر 1851  | 14 أبريل 1865  | 13 سنوات و159 أيام | المحافظ       | —     |
| 9           |        | بيدرو دي أيوسينا إي بينيول (1802–1897) مؤقت | 14 أبريل 1865  | 24 مايو 1865   | 40 أيام            | المحافظ       | —     |
| 10          |        | فيسينتي سيرنا ساندوفال (1815–1885)          | 24 مايو 1865   | 29 يونيو 1871  | 6 سنوات و36 أيام   | المحافظ       | —     |

#### الفترة الليبرالية (1871–1944)
|             | الصورة | الاسم (الميلاد–الوفاة)                            | فترة المنصب    | فترة المنصب    | فترة المنصب        | الحزب السياسي           | انتخب                                                      |
| تولى المنصب | الصورة | الاسم (الميلاد–الوفاة)                            | ترك المنصب     | المدة          |                    | الحزب السياسي           | انتخب                                                      |
| ----------- | ------ | ------------------------------------------------- | -------------- | -------------- | ------------------ | ----------------------- | ---------------------------------------------------------- |
| 11          |        | ميغيل غارسيا غرانادوس (1809–1878)                 | 29 يونيو 1871  | 4 يونيو 1873   | 1 سنة و340 أيام    | الليبرالي               | —                                                          |
| 12          |        | خوستو روفينو باريوس (1835–1885)                   | 4 يونيو 1873   | 2 أبريل 1885   | 11 سنوات و302 أيام | الليبرالي               | 1873 1880                                                  |
| 13          |        | أليخاندرو إم. سينيبالدي (1825–1896) مؤقت          | 2 أبريل 1885   | 5 أبريل 1885   | 3 أيام             | الليبرالي               | —                                                          |
| 14          |        | مانويل باريياس (1845–1907)                        | 6 أبريل 1885   | 15 مارس 1892   | 6 سنوات و345 أيام  | الليبرالي               | —                                                          |
| 15          |        | خوسيه ماريا رينا باريوس (1854–1898)               | 15 مارس 1892   | 8 فبراير 1898  | 5 سنوات و330 أيام  | الليبرالي               | 1892 [الإنجليزية]                                          |
| 16          |        | مانويل إسترادا كابريرا (1857–1924)                | 8 فبراير 1898  | 15 أبريل 1920  | 22 سنوات و67 أيام  | الليبرالي               | 1898 1904 [الإنجليزية] 1910 [الإنجليزية] 1916 [الإنجليزية] |
| 17          |        | كارلوس هيريرا (1856–1930)                         | 15 أبريل 1920  | 10 ديسمبر 1921 | 1 سنة و239 أيام    | حزب الاتحاد             | 1920 (أبريل) [الإنجليزية] 1920 (أغسطس) [الإنجليزية]        |
| 18          |        | خوسيه ماريا أوريليانا (1872–1926)                 | 10 ديسمبر 1921 | 26 سبتمبر 1926 | 4 سنوات و290 أيام  | الليبرالي               | 1921 [الإنجليزية] 1922 [الإنجليزية]                        |
| 19          |        | لازارو تشاكون غونزاليس (1873–1931)                | 26 سبتمبر 1926 | 12 ديسمبر 1930 | 4 سنوات و77 أيام   | حزب الاتحاد             | 1926                                                       |
| —           |        | بوديليو بالما (1880–1930) مؤقت                    | 13 ديسمبر 1930 | 17 ديسمبر 1930 | 4 أيام             | المحافظ                 | —                                                          |
| —           |        | مانويل ماريا أوريليانا كونتريراس (1870–1940) فعلي | 17 ديسمبر 1930 | 2 يناير 1931   | 16 أيام            | الليبرالي               | —                                                          |
| 20          |        | خوسيه ماريا رينا أندرادي (1860–1947) مؤقت         | 2 يناير 1931   | 14 فبراير 1931 | 43 أيام            | الليبرالي               | —                                                          |
| 21          |        | خورخي أوبيكو (1878–1946)                          | 14 فبراير 1931 | 1 يوليو 1944   | 13 سنوات و138 أيام | الحزب الليبرالي التقدمي | 1931                                                       |
| 22          |        | خوان فيديريكو بونس فايديس (1889–1956) مؤقت        | 4 يوليو 1944   | 20 أكتوبر 1944 | 108 أيام           | الحزب الليبرالي التقدمي | يوليو 1944 [الإنجليزية]                                    |

### ثورة العشر سنوات (1944–1954)
تم الإطاحة بالنظام الاستبدادي لـخورخي أوبيكو، الذي استمر منذ عام 1931، من خلال ثورة عُرفت باسم "عشر سنوات من الربيع" في 4 يوليو 1944. بعد أكثر من شهر من الاحتجاجات الطلابية والنقابية الجماهيرية، استقال أوبيكو وهرب إلى المكسيك، ونقل السلطات إلى نائبه الأول فيديريكو بونس فايديس. تم إجراء الانتخابات الرئاسية في 4 يوليو 1944، والتي أعلنت فوز بونس بالرئاسة. ومع ذلك، رفضت المعارضة النتائج، ونتيجة لذلك، في 20 أكتوبر 1944، أطاحت مجموعة من الضباط الشباب ببونس، وشكلت حكومة عسكرية-مدنية تُعرف باسم "المجلس الحكومي الثوري". تم اعتماد دستور جديد وأجريت انتخابات، أدت إلى فوز خوان خوسيه أريفالو في 1944 وجاكوبو أربينز في 1950. خلال هذه الفترة، شهدت غواتيمالا العديد من الإصلاحات الاجتماعية والاقتصادية، بما في ذلك إصلاح الأراضي على نطاق واسع.
|             | الصورة | الاسم (الميلاد–الوفاة)         | فترة المنصب    | فترة المنصب                   | فترة المنصب       | الحزب السياسي                              | انتخب |
| تولى المنصب | الصورة | الاسم (الميلاد–الوفاة)         | ترك المنصب     | المدة                         |                   | الحزب السياسي                              | انتخب |
| ----------- | ------ | ------------------------------ | -------------- | ----------------------------- | ----------------- | ------------------------------------------ | ----- |
| 23          |        | المجلس الحكومي الثوري          | 20 أكتوبر 1944 | 15 مارس 1945                  | 146 أيام          | عسكري                                      | —     |
| 24          |        | خوان خوسيه أريفالو (1904–1990) | 15 مارس 1945   | 15 مارس 1951                  | 6 سنوات           | حزب العمل الثوري                           | 1944  |
| 25          |        | جاكوبو أربينز (1913–1971)      | 15 مارس 1951   | 27 يونيو 1954 (تم الإطاحة به) | 3 سنوات و104 أيام | حزب العمل الثوري / حزب الثورة الغواتيمالية | 1950  |

### الحكومات العسكرية (1954–1958)
عند تقديم استقالته، ترك جاكوبو أربينز السلطة للعقيد كارلوس إنريكي دياز دي ليون، رئيس القوات المسلحة، كرئيس مؤقت. كانت أولى إجراءات دياز تشكيل مجلس حكومة مؤقت ترأسه مع العقيدين إلفيغو إتش. مونزون وخوسيه أنخيل سانشيز. في 29 يونيو، أُجبر دياز على الاستقالة، مما أدى إلى تولي مونزون رئاسة المجلس. قام مونزون بتشكيل مجلس حكم جديد وضم إليه العقيد كارلوس كاستيو أرماس، وخوان موريسيو دوبوا، وخوسيه لويس كروز سالازار، وإنريكي أوليفا.
تم حل المجلس الجديد بعد إجراء استفتاء شعبي في 10 أكتوبر 1954، مما سمح للعقيد كاستيو أرماس بتولي الرئاسة. خلال فترة حكم أرماس، تم تعليق العديد من الإصلاحات التي تم تنفيذها خلال الثورة الغواتيمالية، وتمت ملاحقة المعارضين السياسيين، بالإضافة إلى النقابات ومنظمات الفلاحين. أدى اغتيال أرماس في 26 يوليو 1957 إلى قيام كونغرس غواتيمالا بتعيين لويس أرتورو غونزاليس لوبيز كرئيس مؤقت مع شرط إجراء انتخابات في غضون أربعة أشهر.
تم إجراء الانتخابات المخطط لها في 20 أكتوبر 1957، ولكن تم إلغاء النتائج لاحقًا بسبب مزاعم التزوير. استقال الرئيس غونزاليس وسلم السلطة إلى مجلس حكم مؤقت يتألف من أوسكار ميندوزا أزورديا، وغونزالو يوريتا نوفا، وروبرتو لورينزانا. حكم المجلس الجديد لمدة يومين قبل أن يعين الكونغرس العقيد غييرمو فلوريس أفيندانيو كرئيس مؤقت. دعا الرئيس أفيندانيو إلى إجراء انتخابات في يناير 1958.
|             | الصورة | الاسم (الميلاد–الوفاة)                                      | فترة المنصب    | فترة المنصب    | فترة المنصب      | الحزب السياسي       | انتخب |
| تولى المنصب | الصورة | الاسم (الميلاد–الوفاة)                                      | ترك المنصب     | المدة          |                  | الحزب السياسي       | انتخب |
| ----------- | ------ | ----------------------------------------------------------- | -------------- | -------------- | ---------------- | ------------------- | ----- |
| 26          |        | كارلوس إنريكي دياز دي ليون (1915–2014) رئيس مؤقت            | 27 يونيو 1954  | 29 يونيو 1954  | 2 أيام           | عسكري               | —     |
| 27          |        | إلفيغو هيرنان مونزون أغويري (1912–1981) رئيس المجلس العسكري | 29 يونيو 1954  | 8 يوليو 1954   | 9 أيام           | عسكري               | —     |
| 28          |        | كارلوس كاستيو أرماس (1914–1957)                             | 8 يوليو 1954   | 26 يوليو 1957  | 3 سنوات و18 أيام | حركة التحرير الوطني | 1954  |
| 29          |        | لويس أرتورو غونزاليس لوبيز (1900–1965) مؤقت                 | 27 يوليو 1957  | 24 أكتوبر 1957 | 89 أيام          | مستقل               | —     |
| 30          |        | أوسكار ميندوزا أزورديا (1917–1995) رئيس المجلس العسكري      | 24 أكتوبر 1957 | 26 أكتوبر 1957 | 2 أيام           | عسكري               | —     |
| 31          |        | غييرمو فلوريس أفيندانيو (1894–1982) مؤقت                    | 26 أكتوبر 1957 | 2 مارس 1958    | 129 أيام         | عسكري               | —     |

### فترة الحرب الأهلية (1958–1996)
|             | الصورة | الاسم (الميلاد–الوفاة)                        | فترة المنصب   | فترة المنصب                               | فترة المنصب       | الحزب السياسي                     | انتخب             |
| تولى المنصب | الصورة | الاسم (الميلاد–الوفاة)                        | ترك المنصب    | المدة                                     |                   | الحزب السياسي                     | انتخب             |
| ----------- | ------ | --------------------------------------------- | ------------- | ----------------------------------------- | ----------------- | --------------------------------- | ----------------- |
| 32          |        | ميغيل يديغوراس فوينتيس (1895–1982)            | 2 مارس 1958   | 31 مارس 1963 (تم الإطاحة به [الإنجليزية]) | 5 سنوات و29 أيام  | عسكري / REDENCION                 | 1958              |
| 33          |        | إنريكي بيرالتا أزورديا (1908–1997)            | 31 مارس 1963  | 1 يوليو 1966                              | 3 سنوات و92 أيام  | الحزب الديمقراطي المؤسسي          | —                 |
| 34          |        | خوليو سيزار مينديز مونتنيغرو (1915–1996)      | 1 يوليو 1966  | 1 يوليو 1970                              | 4 سنوات           | حزب الثورة                        | 1966              |
| 35          |        | كارلوس مانويل أرانا أوسوريو (1918–2003)       | 1 يوليو 1970  | 1 يوليو 1974                              | 4 سنوات           | الحزب الديمقراطي المؤسسي          | 1970              |
| 36          |        | كجيل أوجينيو لوجيرود غارسيا (1930–2009)       | 1 يوليو 1974  | 1 يوليو 1978                              | 4 سنوات           | الحزب الديمقراطي المؤسسي          | 1974              |
| 37          |        | فرناندو روميو لوكاس غارسيا (1924–2006)        | 1 يوليو 1978  | 23 مارس 1982 (تم الإطاحة به [الإنجليزية]) | 3 سنوات و265 أيام | الحزب الديمقراطي المؤسسي          | 1978              |
| 38          |        | إفراين ريوس مونت (1926–2018)                  | 23 مارس 1982  | 8 أغسطس 1983 (تم الإطاحة به [الإنجليزية]) | 1 سنة و138 أيام   | عسكري                             | —                 |
| 39          |        | أوسكار هومبيرتو ميخيا فيكتوريس (1930–2016)    | 8 أغسطس 1983  | 14 يناير 1986                             | 2 سنوات و159 أيام | عسكري                             | —                 |
| 40          |        | فينيسيو سيريزو (مواليد 1942)                  | 14 يناير 1986 | 14 يناير 1991                             | 5 سنوات           | الديمقراطية المسيحية الغواتيمالية | 1985              |
| 41          |        | خورخي سيرانو إلياس (مواليد 1945)              | 14 يناير 1991 | 1 يونيو 1993 (استقال)                     | 2 سنوات و138 أيام | حركة العمل التضامني               | 1990              |
| 42          |        | غوستافو أدولفو إسبينا سلغيرو (1946–2024) مؤقت | 1 يونيو 1993  | 5 يونيو 1993                              | 4 أيام            | حركة العمل التضامني               | —                 |
| 43          |        | راميرو دي ليون كاربيو (1942–2002)             | 6 يونيو 1993  | 14 يناير 1996                             | 2 سنوات و222 أيام | مستقل                             | 1993 [الإنجليزية] |

### الفترة المعاصرة (1996–حتى الآن)
|             | الصورة | الاسم (الميلاد–الوفاة)                       | فترة المنصب   | فترة المنصب            | فترة المنصب       | الحزب السياسي                              | انتخب     |
| تولى المنصب | الصورة | الاسم (الميلاد–الوفاة)                       | ترك المنصب    | المدة                  |                   | الحزب السياسي                              | انتخب     |
| ----------- | ------ | -------------------------------------------- | ------------- | ---------------------- | ----------------- | ------------------------------------------ | --------- |
| 44          |        | ألفارو أرزو (1946–2018)                      | 14 يناير 1996 | 14 يناير 2000          | 4 سنوات           | حزب التقدم الوطني / حزب الاتحاد            | 1995–1996 |
| 45          |        | ألفونسو بورتيو (مواليد 1951)                 | 14 يناير 2000 | 14 يناير 2004          | 4 سنوات           | الجبهة الجمهورية الغواتيمالية              | 1999      |
| 46          |        | أوسكار بيرغر (مواليد 1946)                   | 14 يناير 2004 | 14 يناير 2008          | 4 سنوات           | حزب التضامن الوطني / التحالف الوطني الكبير | 2003      |
| 47          |        | ألفارو كولوم (1951–2023)                     | 14 يناير 2008 | 14 يناير 2012          | 4 سنوات           | وحدة الأمل الوطنية                         | 2007      |
| 48          |        | أوتو بيريز مولينا (مواليد 1950)              | 14 يناير 2012 | 3 سبتمبر 2015 (استقال) | 3 سنوات و232 أيام | الحزب الوطني / التحالف الوطني الكبير       | 2011      |
| 49          |        | أليخاندرو مالدونادو أغيري (مواليد 1936) مؤقت | 3 سبتمبر 2015 | 14 يناير 2016          | 133 أيام          | مستقل                                      | —         |
| 50          |        | جيمي موراليس (مواليد 1969)                   | 14 يناير 2016 | 14 يناير 2020          | 4 سنوات           | جبهة التقارب الوطني                        | 2015      |
| 51          |        | أليخاندرو غياماتي (مواليد 1956)              | 14 يناير 2020 | 14 يناير 2024          | 4 سنوات           | فاموس                                      | 2019      |
| 52          |        | برناردو أريفالو (مواليد 1958)                | 14 يناير 2024 | شاغل المنصب            | 1 سنة و132 أيام   | سيميلا                                     | 2023      |

## الانتخابات الأخيرة
| المرشح                                                                           | نائب الرئيس         | الحزب                     | الأصوات (الجولة الأولى) | الأصوات (الجولة الثانية) |
| -------------------------------------------------------------------------------- | ------------------- | ------------------------- | ----------------------- | ------------------------ |
| ساندرا توريس                                                                     | روميو غيرا          | الوحدة الوطنية للأمل      | 881,592                 | 1,567,664                |
| برناردو أريفالو                                                                  | كارين هيريرا        | سيميلا                    | 654,534                 | 2,442,718                |
| مانويل كوندي                                                                     | لويس أنطونيو سواريز | فاموس                     | 435,631                 | -                        |
| أرماندو كاستيلو                                                                  | إدغار غريسوليا      | رؤية مع قيم               | 404,059                 | -                        |
| إدموند موليت                                                                     | ماكسيمو سانتا كروز  | كابال                     | 371,857                 | -                        |
| زوري ريوس                                                                        | هيكتور سيفوينتيس    | فالور–الاتحادي            | 365,028                 | -                        |
| مانويل فيلاكورتا                                                                 | خورخي ماريو غارسيا  | الإرادة، الفرصة والتضامن  | 238,686                 | -                        |
| جيوفاني رييس                                                                     | أوسكار فيغيروا      | بيينستار ناسيونال         | 141,714                 | -                        |
| أميلكار ريفيرا                                                                   | فرناندو مازاريغوس   | النصر                     | 135,591                 | -                        |
| أميلكار بوب                                                                      | مونيكا إنريكيز      | ويناك–URNG–MAIZ           | 87,676                  | -                        |
| ريكاردو ساغاستومي                                                                | غييرمو غونزاليس     | تودوس                     | 76,582                  | -                        |
| رودي غوزمان                                                                      | دييغو غونزاليس      | نوسوتروس                  | 66,116                  | -                        |
| إسحاق فارشي                                                                      | ماوريسيو زالدانا    | الحزب الأزرق              | 61,472                  | -                        |
| خوليو ريفيرا                                                                     | خوسيه أوروتيا       | عائلتي                    | 46,092                  | -                        |
| فرانسيسكو أريدوندو                                                               | فرانسيسكو بيرموديز  | الالتزام، التجديد والنظام | 41,948                  | -                        |
| جوليو تالامونتي                                                                  | أوسكار بارينتوس     | الاتحاد الجمهوري          | 40,358                  | -                        |
| هوغو بينيا                                                                       | هوغو جونسون         | مجتمع الفيل               | 39,271                  | -                        |
| روديو ليكسان ميريدا                                                              | روبن داريو روزاليس  | الحزب الإنساني            | 34,285                  | -                        |
| رافائيل إسبادا                                                                   | أرتورو هيرادور      | الحزب الجمهوري            | 32,139                  | -                        |
| سامي موراليس                                                                     | ميغيل أنخيل موير    | الجبهة الوطنية للتقارب    | 22,316                  | -                        |
| ألفارو تروخيو                                                                    | ميغيل أنخيل إيبارا  | التغيير                   | 17,715                  | -                        |
| لويس لام باديلا                                                                  | أوتو ماروكين        | حزب التكامل الوطني        | 7,780                   | -                        |
| الأصوات الفارغة                                                                  | الأصوات الفارغة     | الأصوات الفارغة           | 388,442                 | 52,687                   |
| الأصوات الباطلة                                                                  | الأصوات الباطلة     | الأصوات الباطلة           | 966,389                 | 147,165                  |
| عدد الناخبين                                                                     | عدد الناخبين        | عدد الناخبين              | 9,249,794               | 9,361,068                |
| المصدر: TSE (الجولة الأولى؛ 99.13% تم فرزها) TSE (الجولة الثانية؛ 100% تم فرزها) |                     |                           |                         |                          |